# Honorio Alarcón
Honorio Alarcón (* 1. Januar 1859 in Santa Marta/Departamento del Magdalena; † 19. Mai 1920 in Bogotá) war ein kolumbianischer Pianist und Musikpädagoge.

## Leben
Honorio Alarcón studierte am Pariser Konservatorium und von 1881 bis 1885 am Königlichen Konservatorium der Musik zu Leipzig. Als Pianist erhielt er den Mendelssohn-Preis. 1886 kehrte Alarcón nach Kolumbien zurück, wo er als Direktor der Banda Nacional und später der Academia Nacional de Música wirkte. Zu seinen Schülern zählten Antonio María Valencia, Daniel Zamudio, Antonio María Valencia, Josefina Acosta und Lelio Olarte. Alarcón gilt als der bedeutendste Pianist Kolumbiens und der virtuosteste lateinamerikanische Musiker seiner Zeit neben Teresa Carreño.

## Weblink
- Jorge Marín: Honorio Alarcón: intérprete, director y pianista (Memento vom 6. März 2016 im Internet Archive). Kurzbiografie, 17. November 2009 (spanisch).

| Personendaten    | Personendaten                             |
| ---------------- | ----------------------------------------- |
| NAME             | Alarcón, Honorio                          |
| KURZBESCHREIBUNG | kolumbianischer Pianist und Musikpädagoge |
| GEBURTSDATUM     | 1. Januar 1859                            |
| GEBURTSORT       | Santa Marta Kolumbien                     |
| STERBEDATUM      | 19. Mai 1920                              |
| STERBEORT        | Bogotá                                    |